# ألفريد ميسيل
ألفريد ميسيل (بالألمانية: Alfred Messel)‏ (22 يوليو/ تمّوز 1853-24 مارس/ آذار 1909) مهندس معماري ألماني. تميز من خلال ربط التّـاريخانيّة مع العمارة الحديثة. من أعماله الأكثر شهرة متاجر فيرتهايم، ومتحف بيرغامون في برلين.

## روابط خارجية
- ألفريد ميسيل على موقع الموسوعة البريطانية (الإنجليزية)